# Dirhinus parotideus
Dirhinus parotideus är en stekelart som beskrevs av Masi 1942. Dirhinus parotideus ingår i släktet Dirhinus och familjen bredlårsteklar.
Artens utbredningsområde är Kroatien. Inga underarter finns listade i Catalogue of Life.